# Cheri Oteri
Cheryl Ann Oteri (ur. 19 września 1962 w Upper Darby w stanie Pensylwania) – amerykańska komiczka, aktorka głasowa, teatralna, telewizyjna i filmowa pochodzenia włoskiego. Znana z programu stacji NBC Saturday Night Live

## Kariera
Zagrała w kilku dochodowych filmach kinowych, m.in. w Strasznym filmie (Scary Movie, 2000) i w Shreku Trzecim (Shrek the Third, 2007). Często występuje w telewizji. Za rolę w sitcomie Ja się zastrzelę! nominowano ją do nagrody Emmy.